# Channel 21
Channel 21 (ehemals RTL Shop) ist ein deutschsprachiger Teleshopping-Sender. Er sendet rund um die Uhr. Gestartet wurde er als dritter Teleshopping-Sender in Deutschland (nach HSE und QVC).

## Geschichte
Bevor der reguläre Sendebetrieb startete, begann am 12. Februar 2001 ein einstündiges Programmfenster bei RTL im Vormittagsprogramm moderiert von Walter Freiwald, anfangs zusammen mit Harry Wijnvoord.
Anfangs war der Empfang lediglich über Satellit (ASTRA analog und digital) möglich. Produziert wurde bis September 2006 im Coloneum in Köln. Im Sommer 2006 wurde in Hannover ein neues Sendezentrum mit Verwaltung und Studios aufgebaut, das am 1. Oktober 2006 auf Sendung ging. Eine Neuauflage des Sortiments sollte dazu führen, neben der bisher eher männlichen Zielgruppe auch weibliche Kunden zu gewinnen. Zahlreiche neue Sortimente und Produktlinien bilden 2007 das Gerüst. Aufbau und Betrieb des Sendezentrums wurde von der RTL-Tochter Cologne Broadcasting Center (CBC) übernommen.
RTL Shop war Teil der Diversifikations-Strategie der RTL-Gruppe, die das Ziel hatte, zusätzliche Einnahmequellen neben den klassischen Werbekunden zu erschließen.
Am 19. Februar 2008 wurde bekannt, dass RTL den RTL Shop noch im ersten Halbjahr 2008 verkaufen wolle. Seit Sendestart im Jahre 2001 hatte der Sender in jedem Jahr trotz Umzugs von Köln nach Hannover und Umstrukturierungen nur Verluste eingefahren. Im Zuge dessen verließ Walter Freiwald den Teleshoppingkanal im April 2008. Neuer Eigentümer ist die Investorengruppe Aurelius AG aus München. Das Ziel, die Profitabilität, soll in den nächsten Jahren erreicht werden.
Am 1. Januar 2009 begann die schrittweise Umstellung von RTL Shop auf Channel 21, wie der Sender seit dem 1. März 2009 offiziell heißt. Im gleichen Zug wurden auch die Programmfenster bei den Sendern der RTL Gruppe eingestellt. Ebenfalls änderten sich die Bezeichnungen der Sonderangebote: Sie heißen nun Empfehlung des Tages (ehemals Hit des Tages), Bonusempfehlung (Extra-Hit des Tages), Nur in dieser Stunde (Hit der Stunde) und Highlight der Woche (Hit der Woche).
Auch das Logo wurde etappenweise verändert. Zuerst wurde das RTL durch Channel 21 ersetzt, später in Orange und Grau eingefärbt (siehe Galerie), dann proportional größer gestaltet als das Shop, das zentriert unter Channel 21, inzwischen ohne Kasten, in der Mitte steht.

Letztes Logo von RTL Shop
Neuer Sendername mit „altem Logo“
Neue Einfärbung des Logos
Verkleinerung des Shop-Schriftzuges
Logo bis 20. November 2018, mit Wegfall des Shop-Schriftzuges
Logo des Express-Ablegers bis zum 30. September 2012
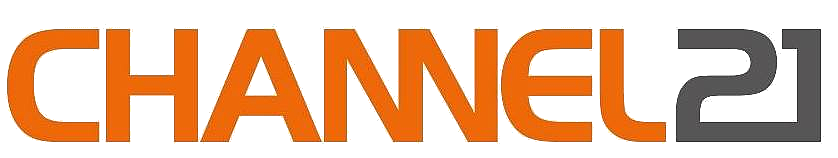
Logo vom 21. November 2018 bis 17. März 2019
Aktuelles Logo seit 18. März 2019

Seit dem zweiten Halbjahr 2009 bis zum 30. September 2012 gab es auch den Ableger Channel 21 Express.
Zum 1. Januar 2010 erwarb der ehemalige Geschäftsführer des Fernsehsenders VIVA, Michael Oplesch, mit seiner Centuere AG erste Anteile an Channel 21 von der Aurelius AG. Am 16. Februar 2010 wurde dann der vollständige Verkauf sämtlicher Anteile an Channel 21 an die Centuere AG bekannt gegeben. Rechtlich vollständig in Kraft trat der Verkauf damit am 1. März 2010. Die Geschäftsführung nimmt Michael Oplesch wahr. Wie am 30. Mai 2010 bekannt wurde, übernahm der EM.TV-Gründer und ehemalige Geschäftsführer von EM.TV Thomas Haffa bereits Ende April sämtliche Anteile von der Centuere AG und überführte diese in die neugegründete Channel 21 Holding, die seitdem die Sender Channel 21 und Channel 21 Express betreibt. Am 10. Dezember 2010 wurde öffentlich, dass Channel 21 von der Insolvenz bedroht ist. Einem großen Teil der Mitarbeiter wurde daher noch im Dezember die Kündigung ausgesprochen.
Channel 21 plante laut Angaben des Medienportals DWDL.de vom Mai 2012 eine Neustrukturierung, um das Unternehmen wirtschaftlich tragbar zu gestalten. Demnach sei in einer Mitgliederversammlung beschlossen worden, dass nahezu der gesamten Belegschaft zum 31. August 2012 gekündigt wird. Ab September 2012 sollte der Sender dann nur noch über 15 Mitarbeiter verfügen. Die Umstrukturierung wurde infolge des kritischen Geschäftsjahrs vorgenommen, in dem Channel 21 zahlreiche seiner Lieferanten verlor, darunter auch den Hersteller von Kochgeschirr Woll Pfannen, der einer der wenigen großen Umsatzbringer des Shoppingkanals war und mittlerweile den Konkurrenzsender QVC beliefert.
Fortan setzt man bis heute bei Channel 21 auf Teleshopping-Eigenmarken der „Maxx“-Linie und verzichtet dabei auf echte Markenprodukte.
Seit dem 31. Oktober 2012 sendet Channel 21 im 16:9-Format. Das Design und das Studio haben im Zuge dessen eine Auffrischung bekommen.

## Sendezeiten
Channel 21 sendet auf seinem eigenen Sendeplatz täglich 12 Stunden direkt, nach anfänglich 8 und 16 Stunden Live-Programm. Zudem sendet Channel 21 täglich für die luxemburgischen Zuschauer ein spezielles Fenster auf RTL Télé Lëtzebuerg. Außerdem gibt es auch auf diversen regionalen deutschen Sendern Zeiten, in denen Channel 21 als Fensterprogramm ausgestrahlt wird. Die bis Ende 2008 praktizierte Fensterausstrahlung auf Sendern der RTL Mediengruppe Deutschland ist mit dem Jahreswechsel weggefallen. Von Februar 2010 bis zum 30. Juni 2011 wurde Channel 21 auf MonA TV übertragen. Auf diesem Sendeplatz wurde danach Das Vierte übertragen.
Aktuell wird Montag bis Freitag von 14:00 bis 23:00 Uhr live gesendet, am Wochenende von 10:00 bis 20:00 Uhr.

## Konzept
Seit 2012 verfolgt Channel21 unter anderem ein Media-for-Revenue-Konzept, d. h. der Sender stellt den Lieferanten eine Marken- und Marketingplattform zum Verkauf der Produkte zur Verfügung. Dadurch entfällt für Channel 21 der vorherige Einkauf der Waren bei den Lieferanten, die Lagerung und der Versand an den Kunden. Seit 2016 setzt Channel21 aber auch wieder auf den klassischen Ablauf des in Deutschland üblichen Homeshopping-Systems und tritt mit starken Eigenmarken mit den direkten Konkurrenten in den Wettbewerb.
Hierzu zählen vor allem Homeshopping Stars wie Ricarda M., Christian Materne und Sarah Kern.
Neben dem Teleshopping, das von einem Moderator und einem sogenannten Experten übernommen wird, werden die Produkte auch online über die Website vertrieben.

## Moderatoren

### Aktuelle Moderatoren
| Moderatoren             | Zeitraum |
| ----------------------- | -------- |
| Ralf Kühler (Anchorman) | 2001–    |
| Andrea Rubio Sanchez    | 2006–    |
| Edwina Eidtmann         | 2009–    |
| Alida Kurras            | 2011–    |
| Anna Heesch             | 2014–    |
| Stephanie Frohmann      | 2015–    |
| Alexandra Philipps      | 2015–    |
| Michaela Mann           | 2018–    |
| Ermo Gödelt             | 2020–    |
| Natascha Schmidt        | 2020–    |
| Sascha Heyna            | 2021–    |

### Ehemalige Moderatoren
| Moderatoren     | Zeitraum  |
| --------------- | --------- |
| Harry Wijnvoord | 2001      |
| Walter Freiwald | 2001–2008 |
| Max Schradin    | 2012–2014 |
| Luisa Verfürth  | 2019      |
| Oliver Mallmann | 2017–2019 |

### Experten
- Anita Walia (Body Needs)
- Andrea Schneider-Biedron (BEEM, HiGloss, HiGloss Hygiene)
- Björn Donner (Björn Donner)
- Christian Materne (CM Cosmetics, CM Private Collection, CM Just Brilliant, CM Edelsteinzauber, CM Just Pearls, CM Body Balance)
- Cornelia Bechthold (Gemmona)
- Daniela Wieneke (POWERmaxx, VITALmaxx)
- Dirk Pfeiffer (Edle Armbanduhren)
- Dirk Zacharias (Mosadal)
- Doris Brugger (Dorissima)
- Doris Melchner (Rock Rebell, Perlaronda)
- Winfried Miller (eigene Gesundheits-Show, Vitatop)
- Prof. Dr. med. Herbert Plum (eigene Gesundheits-Show, Ogima Pro, MedicalSkinTherapy)
- Isolde Semm (Linea)
- Volker Kainbring (NCP new care)
- Georg Kroll (Gemmona)
- Fabian Braun (Mobilität der Zukunft, EASYmaxx, Soda Trend)
- Gerald Wespiser (GOURMETmaxx, Küchen Highlights)
- Gerhard Kollmann (Unsere Aloe Finca)
- Heike Schuberth (Monaco Blue)
- Helga Nosek (Pureshape)
- Heino Kosfeld (EASYmaxx)
- Janine Alvi (manii)
- Karima Becker (Beauty Highlights, Styling Highlights, Kala Ratna, Zauber des Orients)
- Nicole Frenz (CLEANmaxx, Batavia)
- Pepe Peschel (Contura Verde)
- Peter Richter (EASYmaxx, Otumm Watches)
- Ricarda M. Hofmann (RM Beauty, RM Paradise Jewels, RM Over the Sky Fashion)
- Sabine Kosfeld (HiGloss) (bis Dezember 2021)
- Sarah Kern (SK Fashion, SK Steelvool, SK Luxury)
- Serena Salecker (Fensterwelten, Belle Fleurs, Solarzauber, Leuchtendschön)
- Christian Schmitz (Schönheitsinstitut)

## Rubriken
Channel 21 bietet Produkte in den Rubriken Heim & Garten, Haushalt & Wohnen, Sammeln, Auto & Freizeit, Beauty & Vital, Schmuck, Küche, Mode, Elektronik, Gesundheit und Nahrungsergänzung an.
Shoppings Stars – das Outlet war eine von Luisa Verfürth moderierte Modesendung von Channel 21. Insgesamt wurden 110 Episoden der Show produziert und gezeigt. Die Erste Folge lief am 13. Juni 2019, die letzte am 25. November 2019.